# Kaman H-2 Tomahawk
Le Kaman H-2 Tomahawk était une proposition visant à offrir à l’armée américaine un hélicoptère d’attaque provisoire dérivé de l’hélicoptère utilitaire léger UH-2 Seasprite utilisé par la marine.
L'objectif était d'améliorer les qualités de l'Iroquois UH-1B/C, utilisé dans le rôle d'hélicoptère de combat pendant la guerre du Vietnam, tout en développant un hélicoptère d'attaque pure, le Lockheed AH-56 Cheyenne. Le Bell 209 remporta l'appel d'offres de l'armée américaine.

## Design
Le UH-2A désigné H-2 Tomahawk par l'armée des États-Unis diffère du UH-2A Seasprite Standard de la marine des États-Unis à plusieurs égards. La différence la plus évidente concerne l'armement : le Tomahawk était équipé de deux tourelles montées sous le nez, chacune abritant deux mitrailleuses de 7,62 mm . Les tourelles peuvent être entraînées indépendamment ou "appairées" ensemble pour tirer sur la même cible. Il emportait également une mitrailleuse M60 dans la porte latérale et disposait de petites structures à ailes latérales dans lesquelles il pouvait charger un maximum de 4 conteneurs avec 7 roquettes de 2,75 pouces chacune. D'autres modifications ont amené le H-2 à incorporer des plaques de blindage autour du cockpit, du moteur, de la transmission et des réservoirs de carburant . Un équipement de communication et de navigation de type standard a également été installé.

### Développement lié
Kaman SH-2 Seasprite

### Aéronefs comparables
Bell UH-1 Iroquois